# 桑福德·卡迪什
桑福德·“桑迪”·H·卡迪什（英語：Sanford "Sandy" H. Kadish，1921年9月7日—2014年9月5日）是一位美國法律學者，他的專長是犯罪學與刑法理論，是美國模範刑法典的編撰者之一。 

## 生平
桑福德·卡迪什1921年出生於紐約市，成長於布朗克斯，畢業於紐約市立大學，之後就讀科羅拉多州的日語學校。 
第二次世界大戰期間，卡迪什進入美國海軍服役，於一艘驅逐艦上擔任翻譯日本軍事文件的軍官，直至1946年退伍。1948年在哥倫比亞法學院獲得法學學位，期間他師從對其職業生涯和學業產生影響的赫伯韋克斯勒教授和沃爾特蓋爾霍恩教授。 之後在紐約執業。1951年，進入猶他大學法學院教書十年，1961年， 轉入密西根大學教書，之後於1964年加入加州大學伯克利分校法學院，直到1999年退休。卡迪什於1975年至1982年擔任加州大學伯克利分校法學院院長。